# Relaciones Barbados-Venezuela
Las relaciones Barbados-Venezuela se refieren a las relaciones internacionales que existen entre Barbados y Venezuela.

## Historia
El 23 de febrero de 2018, Barbados votó a favor de una resolución de la Organización de Estados Americanos aprobada en una sesión extraordinaria que instaba al gobierno venezolano a reconsiderar la convocatoria de elecciones presidenciales y presentar un nuevo calendario electoral que haga posible la realización de elecciones con todas las garantías necesarias, y el 5 de junio volvió a votar a favor de una resolución en la cual se desconocen los resultados de las elecciones presidenciales del 20 de mayo donde se proclamó ganador a Nicolás Maduro.
Tras el levantamiento contra Nicolás Maduro impulsado por Juan Guaidó el 30 de abril de 2019, 9 de julio se inició una mesa de negociación en Barbados, participando representantes de Nicolás Maduro y de Juan Guaidó. En torno a las negociaciones surgieron diversas especulaciones, hablando de unas posibles elecciones acordadas entre el gobierno oficialista y la oposición, mostrando como principal contendiente oficialista a Héctor Rodríguez. El 15 de septiembre Guaidó anunció que la oposición daba por finalizado el diálogo tras la ausencia del oficialismo en las mesas de negociación por 40 días como medida de protesta debido a nuevas sanciones de Estados Unidos.[cita requerida]